# Phyllodactylus bugastrolepis
Phyllodactylus bugastrolepis är en ödleart som beskrevs av  Dixon 1966. Phyllodactylus bugastrolepis ingår i släktet Phyllodactylus och familjen geckoödlor. IUCN kategoriserar arten globalt som livskraftig. Inga underarter finns listade i Catalogue of Life.